# Jenny Berggren
Jenny Cecilia Berggren (Göteborg, 19 maggio 1972) è una cantante svedese.

## Biografia
È un mezzosoprano. Dai primi anni '90 è membro del gruppo pop Ace of Base. Nel 1995 ha cominciato a cantare e a scrivere canzoni da solista. Nel 2010 ha pubblicato il suo primo album My Story.

## Discografia

### Solista
Album
- 2010 - My Story

Singoli
- 2010 - Here I Am
- 2010 - Gotta Go
- 2011 - Let Your Heart Be Mine